# Praia do Norte
Praia do Norte es una freguesia portuguesa perteneciente al municipio de Horta, situado en la Isla de Faial, Región Autónoma de Azores. Posee un área de 14,00 km² y una población total de 259 habitantes (2001). La densidad poblacional asciende a 18,5 hab/km². Posee 224 electores inscritos. On 28 January 2013, McNamara returned to the spot and successfully surfed a wave that appeared even larger, but is awaiting an official measurement.<ref>